# 206 Dywizja Piechoty (III Rzesza)
206 Dywizja Piechoty (niem. 206. Infanterie-Division) – niemiecka dywizja z czasów II wojny światowej, sformowana przez dowództwo Landwehry w Instenburgu na mocy rozkazu z 17 sierpnia 1939 roku, w 3. fali mobilizacyjnej w rejonie Instenburga w I Okręgu Wojskowym.

## Struktura organizacyjna
- Struktura organizacyjna w sierpniu 1939 roku:

301., 312. i 413. pułk piechoty, 206. pułk artylerii, 206. batalion pionierów, 206. oddział rozpoznawczy, 206. oddział przeciwpancerny, 206. oddział łączności;
- Struktura organizacyjna w kwietniu 1943 roku:

301. i 413., pułk grenadierów, 206. pułk artylerii, 206. batalion pionierów, 206. oddział przeciwpancerny, 206. oddział łączności;
- Struktura organizacyjna w kwietniu 1944 roku:

301., 312. i 413. pułk grenadierów, 206. pułk artylerii, 206. batalion pionierów, 206. batalion fizylierów, 206. oddział przeciwpancerny, 206. oddział łączności, 206. polowy batlion zapasowy;

## Dowódcy dywizji
- Generalleutnant Hugo Höft[1] 17 VIII 1939 – 10 VII 1940;
- Generalleutnant Alfons Hitter 10 VII 1940 – 13 VII 1943;
- Generalmajor Carl Andre 13 VII 1943 – 14 IX 1943;
- Generalleutnant Alfons Hitter 14 IX 1943 – 28 VI 1944;

## Szlak bojowy
16 sierpnia 1939 roku, rozpoczęto formować dywizję. Pierwsi rezerwiści, głównie z powiatów Labiau (ros. Polessk), Tylsit-Ragnit (ros. Sowieck), Schloßberg (ros. Dobrowolsk), Ebenrode (ros. Niestierow), Angerapp (ros. Darkiejmy - Oziorsk) i Goldap (pol. gołdapski),  zaczęli przybywa już następnego dnia. Później dołączyli rezerwiści z innych landów przede wszystkim z Westfalii, Szwabii oraz Frankonii.
Dywizja osiągnęła siłę 18 427 żołnierzy, 7 241 koni oraz 593 pojazdów mechanicznych.
Podczas kampanii w Polsce główne siły 3. wschodniopruskiej Armii pod dowództwem generała Georga von Küchlera uderzały z południowej części Prus Wschodnich w stronę Warszawy, natomiast 206. Dywizja Piechoty została skoncentrowana w rejonie Gołdapi i otrzymała zadanie osłonięcia jednego z potencjalnego kierunków polskiego ataku z obszaru cypla suwalskiego. W wyniku korzystnej sytuacji na froncie, dywizję w pierwszych dniach kampanii polskiej zluzowano i przetransportowano koleją oraz ciężarowymi samochodami  na lewe skrzydło 3. Armii w obszar Ortelsburg (pol. Szczytno) – Willenberg (pol. Wielbark).
W nocy 5 września dywizja przekroczyła w rejonie m. Chorzele polską granicę i otrzymała rozkaz osłony wschodniej flanki armii przed nieprzyjacielską kawalerią z obszaru Suwałk i Augustowa a przede wszystkim z rejonu Ostrołęki. W szybkim marszu, wieczorem 9 września, dotarła do Różana i tu przekroczyła rzekę Narew, następnie 12 września osiągnęła w rejonie Małkini rzekę Bug. Stąd rozpoczęła marsz na wschód wzdłuż Bugu przez Ciechanowiec, Brańsk w kierunku Bielska Podlaskiego. W południe 14 września czołowe oddziały dywizji, 301. puk piechoty oraz oddział przeciwpancerny i rozpoznawczy jak również sztab dywizji dotarły do Bielska Podlaskiego. Po przejściu przez miasto, dywizja rozpoczęła działania w trzech rozbieżnych kierunkach i tak 301. pułk piechoty wzmocniony III. dywizjonem 206. pułku artylerii pomaszerował szosą na Białystok, w kierunku Narewki i Małej Narewki maszerował 312. pułk piechoty natomiast na Hajnówkę i dalej w stronę Białowieży nacierał 413. pułk piechoty.  17 września, na zachodnich obrzeżach  Puszczy Białowieskiej po ciężkich lecz krótkich walkach zdobyto Hajnówkę, jak również w głębokim prastarym  lesie zajęto dom myśliwski polskich prezydentów w Białowieży. Po wkroczeniu Rosjan do Polski, dywizja otrzymała rozkaz do wycofania się za Narew i Pisę na linię demarkacyjną. Pododdziały dywizji koncentrowały się w Puszczy Zielonej.
Po zakończeniu kampanii polskiej, dywizja została przeniesiona na poligon Arys (pol. Orzysz) i Stablack głównie w celu odmłodzenia kadry dowódczej oraz materiału ludzkiego jak również wymieniono część starszego uzbrojenia na nowsze. Ponadto prowadzono intensywne zgrywanie pododdziałów a ostre strzelanie zakończyło okres szkolenia. W tym czasie część pododdziałów dywizji wykorzystywana była do budowy drogi pomiędzy Friedrichshof (pol. Rozogi) w Prusach Wschodnich a Myszyńcem. Dywizja prowadziła służbę ochronną i okupacyjną na odcinku linii demarkacyjnej, sztab dywizji w tym okresie zajmował kwatery w Ostrołęce.
W czerwcu 1940 roku, przetransportowano jedną trzecią dywizji w obszar Eifel do Prüm i na południe od miasta. Marsz 301. pułku piechoty przez południową Belgię prowadził przez Diant w rejonie historycznego Sedanu. Zawieszenie broni spowodowano, że w pierwszej połowie lipca został przeniesiony do Luksemburga i tam załadowany do wagonów kolejowych został przetransportowany do Prus Wschodnich.
Kolejne lata dywizja walczyła na froncie wschodnim w ramach Grupy Armii Środek, uczestniczyła w bitwach o Dyneburg, Wielkie Łuki, Rżew i Twer. Ostatecznie latem 1944 r. została doszczętnie rozbita pod Witebskiem. Nigdy jej nie odtworzono.